# Liste de jeux WiiWare
Ceci est la liste des jeux disponibles en téléchargement sur la console de jeux Wii à partir de la plate-forme WiiWare dans la chaine boutique Wii.

## Liste de jeux téléchargeables via WiiWare en Europe
| Titre                                                                  | Développeur              | Points Wii | Date de sortie    | Support Mii | WiiConnect24 | Wi-Fi Connection | Pay & Play | Nombre de joueurs | PEGI                               |
| ---------------------------------------------------------------------- | ------------------------ | ---------- | ----------------- | ----------- | ------------ | ---------------- | ---------- | ----------------- | ---------------------------------- |
| 3-2-1, Rattle Battle                                                   | Tecmo                    | 500        | 14 août 2009      | Non         | Non          | Oui              | Non        | 1                 | 7 ans et + · 6 ans et + (Portugal) |
| Actionloop Twist                                                       | Mitchell, Nintendo       | 1000       | 6 juin 2008       | Oui         | Non          | Non              | Non        | 1-4               | 3 ans et + · 4 ans et + (Portugal) |
| Alien Crush Returns                                                    | Hudson Soft              | 800        | 7 novembre 2008   | Non         | Non          | Oui              | Non        | 1                 | 3 ans et + · 4 ans et + (Portugal) |
| Art Style: Cubello                                                     | Skip, Nintendo           | 600        | 21 novembre 2008  | Non         | Non          | Non              | Non        | 1                 | 3 ans et + · 4 ans et + (Portugal) |
| Art Style: Orbient                                                     | Skip, Nintendo           | 600        | 19 décembre 2008  | Non         | Non          | Non              | Non        | 1                 | 3 ans et + · 4 ans et + (Portugal) |
| Art Style: Rotohex                                                     | Skip, Nintendo           | 600        | 4 décembre 2008   | Non         | Non          | Non              | Non        | 1-2               | 3 ans et + · 4 ans et + (Portugal) |
| Bang!                                                                  | Engine Software          | 600        | 4 décembre 2008   | Non         | Non          | Non              | Non        | 1-2               | 3 ans et + · 4 ans et + (Portugal) |
| Block Breaker Deluxe                                                   | Gameloft                 | 800        | 20 juin 2008      | Non         | Non          | Non              | Non        | 1-2               | 3 ans et + · 4 ans et + (Portugal) |
| Bomberman Blast                                                        | Hudson Soft              | 1000       | 12 septembre 2008 | Oui         | Non          | Oui              | Non        | 1-8               | 3 ans et + · 4 ans et + (Portugal) |
| Cérébral Challenge                                                     | Gameloft                 | 1000       | 7 novembre 2008   | Oui         | Non          | Non              | Non        | 1-4               | 3 ans et + · 4 ans et + (Portugal) |
| Contra ReBirth                                                         | Konami                   | 1000       | 12 mai 2009       | Non         | Non          | Non              | Non        | 1-4               | 3 ans et + · 4 ans et + (Portugal) |
| Cocoto Fishing Master                                                  | Neko Entertainment       | 700        | 20 juin 2008      | Non         | Non          | Non              | Non        | 1                 | 3 ans et + · 4 ans et + (Portugal) |
| ColorZ                                                                 | Exkee                    | 700        | 24 juillet 2009   | Non         | Non          | Non              | Non        | 1                 | 3 ans et + · 4 ans et + (Portugal) |
| Critter Round-Up                                                       | Epicenter Studio, Konami | 1000       | 29 août 2008      | Non         | Non          | Non              | Non        | 1-4               | 3 ans et + · 4 ans et + (Portugal) |
| Cue Sports: Snooker Vs Billiards                                       | Hudson Soft              | 800        | 21 novembre 2008  | Oui         | Non          | Oui              | Non        | 1-4               | 3 ans et + · 4 ans et + (Portugal) |
| Defend your Castle                                                     | XGen Studios             | 500        | 1er août 2008     | Non         | Non          | Non              | Non        | 1-4               | 7 ans et + · 6 ans et + (Portugal) |
| Dr. Mario et Bactéricide                                               | Arika, Nintendo          | 1000       | 20 mai 2008       | Oui         | Oui          | Oui              | Non        | 1-4               | 3 ans et + · 4 ans et + (Portugal) |
| Final Fantasy Crystal Chronicles: My Life as a King                    | Square Enix              | 1500       | 20 mai 2008       | Non         | Non          | Non              | Oui        | 1                 | 7 ans et + · 6 ans et + (Portugal) |
| LostWinds                                                              | Frontier Developments    | 1000       | 20 mai 2008       | Non         | Non          | Non              | Non        | 1-2               | 7 ans et + · 6 ans et + (Portugal) |
| LostWinds: Winter of the Melodias                                      | Frontier Developments    | 1000       | 9 octobre 2009    | Non         | Non          | Non              | Non        | 1-2               | 7 ans et + · 6 ans et + (Portugal) |
| MaBoShi: The Three Shape Arcade                                        | Mindware Corp.           | 800        | 15 août 2008      | Non         | Non          | Non              | Non        | 1-3               | 3 ans et +                         |
| Midnight Pool                                                          | Gameloft                 | 800        | 12 septembre 2008 | Non         | Non          | Non              | Non        | 1-2               | 3 ans et + · 4 ans et + (Portugal) |
| Norbert : Space Adventure                                              | Intelligent Systems      | 1000       | 12 septembre 2008 | Non         | Oui          | Oui              | Non        | 1-8               | 3 ans et + · 4 ans et + (Portugal) |
| My Aquarium                                                            | Hudson Soft              | 500        | 15 août 2008      | Non         | Oui          | Non              | Non        | 1                 | 3 ans et + · 4 ans et + (Portugal) |
| My Pokémon Ranch                                                       | Ambrella; Nintendo       | 1000       | 4 juillet 2008    | Oui         | Oui          | Non              | Non        | 1                 | 3 ans et + · 4 ans et + (Portugal) |
| Onslaught                                                              | Shade                    | 1000       | 13 février 2009   | Non         | Non          | Oui              | Non        | 1-4               |                                    |
| Pirates : The Key of Dreams                                            | Oxygen Interactive       | 1000       | 17 juillet 2008   | Non         | Non          | Non              | Non        | 1-4               | 3 ans et + · 4 ans et + (Portugal) |
| Plättchen Twist 'n' Paint                                              | Bplus                    | 1500       | 12 septembre 2008 | Non         | Non          | Non              | Non        | 1-8               | 7 ans et + · 6 ans et + (Portugal) |
| Pop                                                                    | Nnooo                    | 700        | 4 juillet 2008    | Non         | Oui          | Non              | Non        | 1-4               | 3 ans et + · 4 ans et + (Portugal) |
| Sonic the Hedgehog 4: Episode 1                                        | Dimps, Sonic Team        | 1500       | 15 octobre 2010   | Non         | Non          | Oui              | Non        | 1                 | 3 ans et + · 4 ans et + (Portugal) |
| SPOGS Racing                                                           | Pronto Games             | 1000       | 4 juillet 2008    | Non         | Non          | Non              | Non        | 1-2               | 7 ans et + · 6 ans et + (Portugal) |
| Strong Bad’s Cool Game for Attractive People Episode 1 Homestar Runner | Telltale Games           | 1000       | 15 août 2008      | Non         | Oui          | Non              | Non        | 1-2               | 12 ans et +                        |
| Star Soldier R                                                         | Hudson Soft              | 800        | 20 mai 2008       | Non         | Oui          | Non              | Non        | 1                 | 7 ans et + · 6 ans et + (Portugal) |
| Tetris Party                                                           | Tetris Online            | 1200       | 24 octobre 2008   | Oui         | Non          | Oui              | Non        | 1-4               |                                    |
| Toki Tori                                                              | Two Tribes B.V.          | 900        | 20 mai 2008       | Non         | Oui          | Non              | Non        | 1-2               | 3 ans et + · 4 ans et + (Portugal) |
| TV Show King                                                           | Gameloft                 | 1000       | 20 mai 2008       | Oui         | Non          | Non              | Non        | 1-4               | 3 ans et + · 4 ans et + (Portugal) |
| Wild West Guns                                                         | Gameloft                 | 1000       | 1er août 2008     | Non         | Non          | Non              | Non        | 1-2               | 12 ans et +                        |
| World of Goo                                                           | 2D Boy                   | 1500       | 19 décembre 2008  | Non         | Non          | Non              | Non        | 1-4               | 3 ans et + · 4 ans et + (Portugal) |
| 530 Eco Shooter                                                        | Nintendo                 | 1000       | 29 janvier 2010   | Non         | Non          | Non              | Non        | 1                 |                                    |

Notes:
- Support Mii: Ce jeu est compatible avec les avatars de votre console Wii, les Miis.
- WiiConnect24: Voir WiiConnect24 pour plus d'information.
- Wi-Fi Connection: Ce jeu propose des interactions en ligne.
- Pay & Play: Ce jeu propose des interactions en ligne ou du contenus additionnels payants.

## Liste de jeux téléchargeables via WiiWare en Amérique du Nord
| Titre                                                                     | Développeur                                       | Points Wii | Date de sortie    | Support Mii | WiiConnect24 | Wi-Fi Connection | Pay & Play | Nombre de joueurs | ESRB     |
| ------------------------------------------------------------------------- | ------------------------------------------------- | ---------- | ----------------- | ----------- | ------------ | ---------------- | ---------- | ----------------- | -------- |
| Block Breaker Deluxe                                                      | Gameloft                                          | 800        | 16 juin 2008      | Non         | Non          | Non              | Non        | 1-2               | Everyone |
| Cocoto Fishing Master                                                     | Neko Entertainment                                | 700        | 16 juin 2008      | Non         | Non          | Non              | Non        | 1                 | Everyone |
| Critter Round-Up                                                          | Epicenter Studios, Konami                         | 1000       | 19 mai 2008       | Non         | Non          | Non              | Non        | 1-4               | Everyone |
| Defend your Castle                                                        | XGen Studios                                      | 500        | 12 mai 2008       | Non         | Oui          | Non              | Non        | 1-4               | Everyone |
| Dr. Mario Online Rx                                                       | Arika, Nintendo                                   | 1000       | 26 mai 2008       | Oui         | Oui          | Oui              | Non        | 1-4               | Everyone |
| Family Table Tennis                                                       | Arc System Works                                  | 500        | 26 mai 2008       | Non         | Non          | Non              | Non        | 1-2               | Everyone |
| Final Fantasy Crystal Chronicles: My Life as a King                       | Square Enix                                       | 1500       | 12 mai 2008       | Non         | Non          | Non              | Oui        | 1                 | Everyone |
| Frat Party Games: Pong Toss                                               | JV Games                                          | 800        | 28 juillet 2008   | Non         | Non          | Non              | Non        | 1-4               | Everyone |
| Groovin' Blocks                                                           | Empty Clip Studios                                | 800        | 12 septembre 2008 | Non         | Non          | Non              | Non        | 1-2               | Everyone |
| Gyrostarr                                                                 | High Voltage Software                             | 700        | 23 juin 2008      | Non         | Non          | Non              | Non        | 1-4               | Everyone |
| Helix                                                                     | Ghostfire Games                                   | 1000       | 25 août 2008      | Non         | Non          | Non              | Non        | 1                 | Everyone |
| LostWinds                                                                 | Frontier Developments                             | 1000       | 12 mai 2008       | Non         | Non          | Non              | Non        | 1-2               | Everyone |
| Magnetis                                                                  |                                                   |            |                   |             |              |                  |            |                   | Magnetis |
| Magnetica Twist                                                           | Ambrella; Nintendo                                | 1000       | 30 juin 2008      | Oui         | Oui          | Non              | Non        | 1                 | Everyone |
| Major League Eating: The Game                                             | Mastiff                                           | 1000       | 14 juillet 2008   | Non         | Non          | Oui              | Non        | 1-2               | Everyone |
| Midnight Pool                                                             | Gameloft                                          | 800        | 18 août 2008      | Non         | Non          | Non              | Non        | 1-2               | Everyone |
| My Pokémon Ranch                                                          | Nintendo                                          | 1000       | 9 juin 2008       | Oui         | Oui          | Non              | Non        | 1                 | Everyone |
| Onslaught                                                                 | Shade                                             | 1000       | 13 février 2009   | Non         | Non          | Oui              | Non        | 1-4               |          |
| Pirates: The Key of Dreams                                                | Oxygen Games                                      | 1000       | 21 juillet 2008   | Non         | Non          | Non              | Non        | 1-4               | Everyone |
| Pop                                                                       | Nnooo                                             | 700        | 12 mai 2008       | Non         | Oui          | Non              | Non        | 1-4               | Everyone |
| Protöthea                                                                 | Digital Builders, Sabarasa Entertainment, Ubisoft | 1000       | 2 juin 2008       | Non         | Non          | Non              | Non        | 1                 | Everyone |
| SPOGS Racing                                                              | Pronto Games                                      | 1000       | 7 juillet 2008    | Non         | Non          | Non              | Non        | 1-2               | Everyone |
| Star Soldier R                                                            | Hudson Soft                                       | 800        | 12 mai 2008       | Non         | Oui          | Non              | Non        | 1                 | Everyone |
| Strong Bad's Cool Game for Attractive People - Episode 1: Homestar Ruiner | Telltale Games                                    | 1000       | 11 août 2008      | Non         | Oui          | Non              | Non        | 1                 | Teen     |
| Toki Tori                                                                 | Two Tribes B.V.                                   | 1000       | 2 juin 2008       | Non         | Oui          | Non              | Non        | 1-2               | Everyone |
| TV Show King                                                              | Gameloft                                          | 1000       | 12 mai 2008       | Oui         | Non          | Non              | Non        | 1-4               | Everyone |
| V.I.P. Casino: Blackjack                                                  | High Voltage Software                             | 700        | 12 mai 2008       | Non         | Non          | Non              | Non        | 1-4               | Teen     |
| Wild West Guns                                                            | Gameloft                                          | 1000       | 4 août 2008       | Non         | Non          | Non              | Non        | 1-2               | Teen     |
| World of Goo                                                              | 2D Boy                                            | 1500       | 13 octobre 2008   | Non         | Non          | Non              | Non        | 1-4               | Everyone |

Notes:
- Support Mii: Ce jeu est compatible avec les avatars de votre console Wii, les Miis.
- WiiConnect24: Voir WiiConnect24 pour plus d'information.
- Wi-Fi Connection: Ce jeu propose des interactions en ligne.
- Pay & Play: Ce jeu propose des interactions en ligne ou du contenus additionnels payants.